# Relaciones Chile-Irak
Las relaciones Chile-Irak son las relaciones internacionales entre la República de Chile y la República de Irak.

## Historia

### sigloXXI
Chile se opuso a la Invasión de Irak de 2003.

## Misiones diplomáticas
- Chile esta acreditado ante Irak desde su embajada en Beirut, Líbano.
- Irak tiene una embajada en Santiago de Chile.